# Зази
Зази е френска поп певица, манекенка и композиторка.

## Биография
Родена е в град Булон Биянкур на 18 април 1964 г. Майка ѝ е учителка по музика, а баща ѝ е архитект.
На 4 години пише първата си песен. На 8 години пише първата си театрална пиеса. Работи като манекен.
Започва да се занимава сериозно с музика едва от 1990 г. Първият ѝ албум излиза през 1992 година. Прави дебют като актриса през 1998 г.
Зази е член на журито на „Гласът на Франция“ от 2015 г. Има дъщеря, родена през 2002 г.